# Erycibe micrantha
Erycibe micrantha är en vindeväxtart som beskrevs av Hallier f. Erycibe micrantha ingår i släktet Erycibe och familjen vindeväxter. Inga underarter finns listade i Catalogue of Life.